# Departamento Las Heras
Das Departamento Las Heras liegt im Nordwesten der Provinz Mendoza im Westen Argentiniens und ist eine von 18 Verwaltungseinheiten der Provinz. Es wurde nach Juan Gregorio de Las Heras (1780–1866), einem General aus dem argentinischen Unabhängigkeitskrieg benannt.
Es grenzt im Norden an die Provinz San Juan, im Osten an das Departamento Lavalle, im Süden an die Departamentos Capital,  Godoy Cruz und Luján de Cuyo und im Westen an Chile.
Die Hauptstadt des Departamento Las Heras ist Las Heras. Sie liegt 1.095 km von Buenos Aires entfernt.

## Distrikte

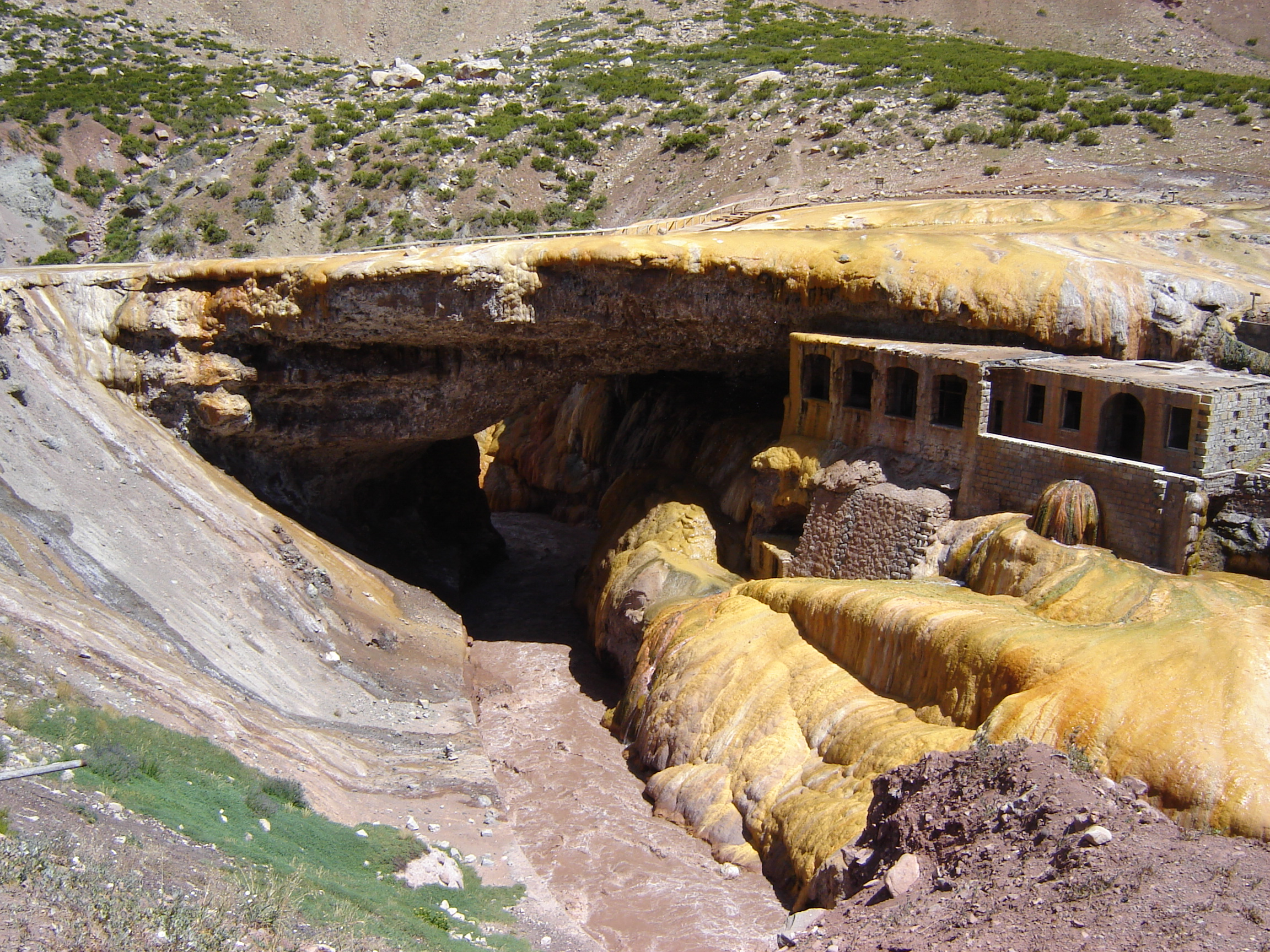
Puente del Inca

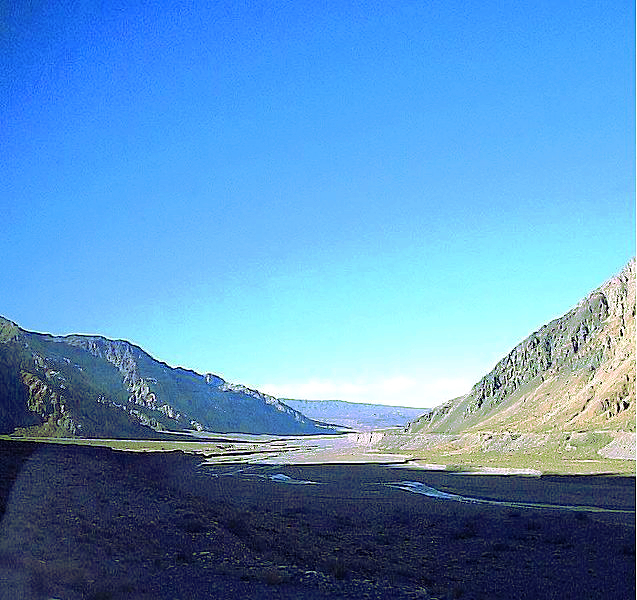
Landschaft nahe Uspallata

Das Departamento Las Heras ist in folgende Distrikte aufgeteilt:
- Capdevilla
- Cieneguita
- El Algarrobal
- El Borbollón
- El Challao
- El Pastal
- El Plumerillo
- El Resguardo
- El Zapallar
- Las Cuevas
- Las Heras
- Panquehua
- Polvaredas
- Punta de Vacas
- Puente del Inca
- Sierras de Encalada
- Uspallata

## Geographie
Die Anden bilden eine natürliche Grenze zwischen Argentinien und Chile. Sie bedecken einen wesentlichen Teil der westlichen Seite des Departamento. Der Aconcagua, mit 6961 m Höhe höchste Berg Amerikas, liegt auf dem Territorium des Departamento Las Heras.